# Embargo contro Cipro del Nord

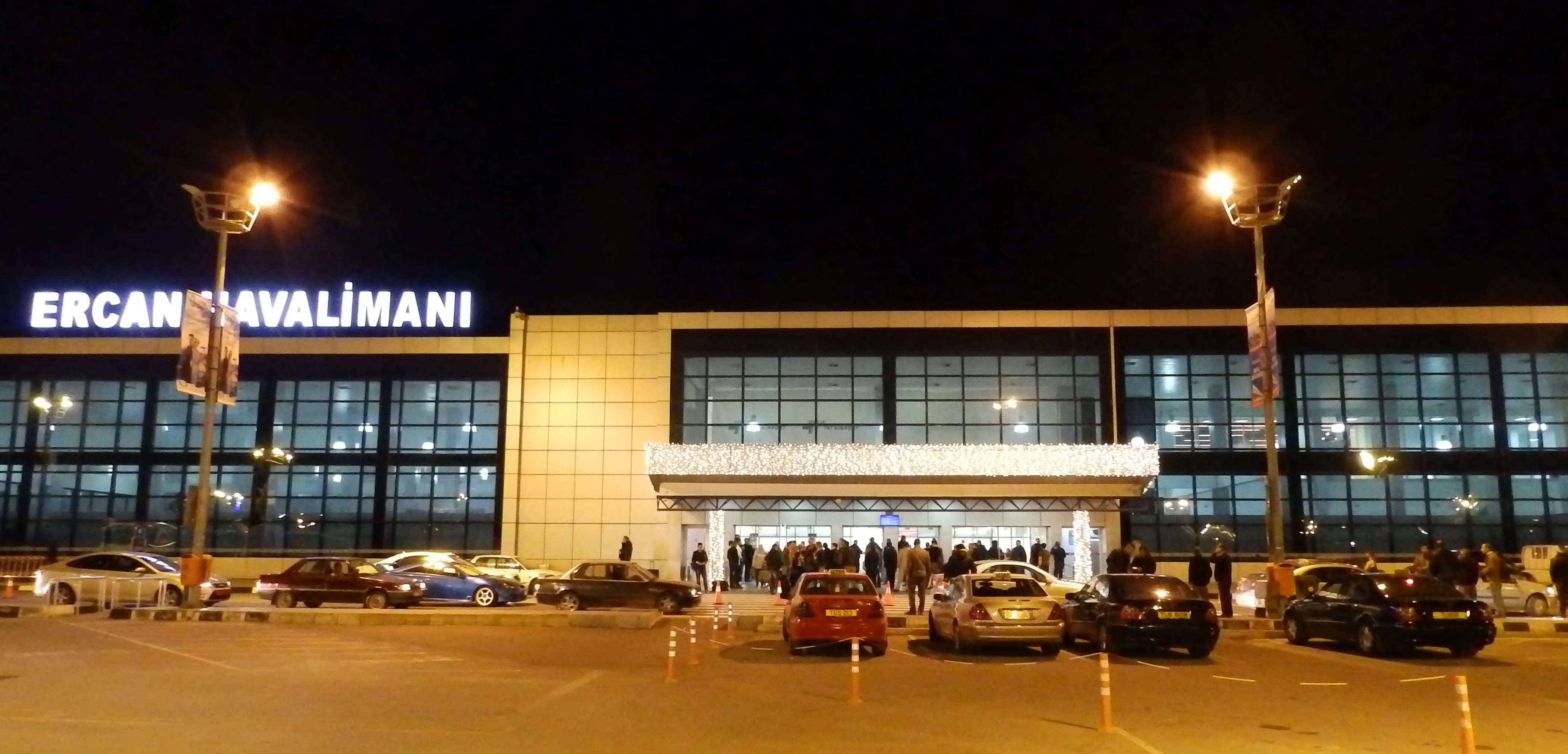
L'aeroporto internazionale di Ercan, dove i voli internazionali, a causa dell'embargo, possono avvenire solo attraverso la Turchia.

Un embargo internazionale contro Cipro del Nord è attualmente in vigore in diverse aree. L'embargo è sostenuto dalla politica delle Nazioni Unite e, l'applicazione da parte dell'Unione europea è in linea con una decisione della Corte di giustizia europea (CGUE) adottata nel 1994.
Cipro del Nord, un paese riconosciuto esclusivamente dalla Turchia, è stato sottoposto a severi embarghi sin dalla sua dichiarazione unilaterale di indipendenza nel 1983, e gli embarghi sono attivamente promossi da una campagna greco-cipriota. Tra le istituzioni che si rifiutano di trattare con la comunità turco-cipriota ci sono l'Unione postale universale, l'Organizzazione internazionale dell'aviazione civile e l'Associazione internazionale del trasporto aereo. L'embargo economico è stato notevolmente aggravato dalla sentenza della Corte di giustizia europea nel 1994, quando i certificati alimentari emessi da Cipro del Nord sono stati ritenuti inaccettabili per l'Unione europea. Le esportazioni e i voli da Cipro del Nord avvengono attraverso la Turchia, mentre i voli diretti sono vietati a livello internazionale. I turco-ciprioti affrontano gli embarghi anche nei settori dello sport e della cultura. Le squadre turco-cipriote non possono giocare partite internazionali, gli atleti turco-ciprioti non possono competere a livello internazionale a meno che non rappresentino un altro paese e alcuni concerti di musicisti o gruppi internazionali a Cipro del Nord sono stati bloccati.

## Embargo economico

### Sviluppo dell'embargo

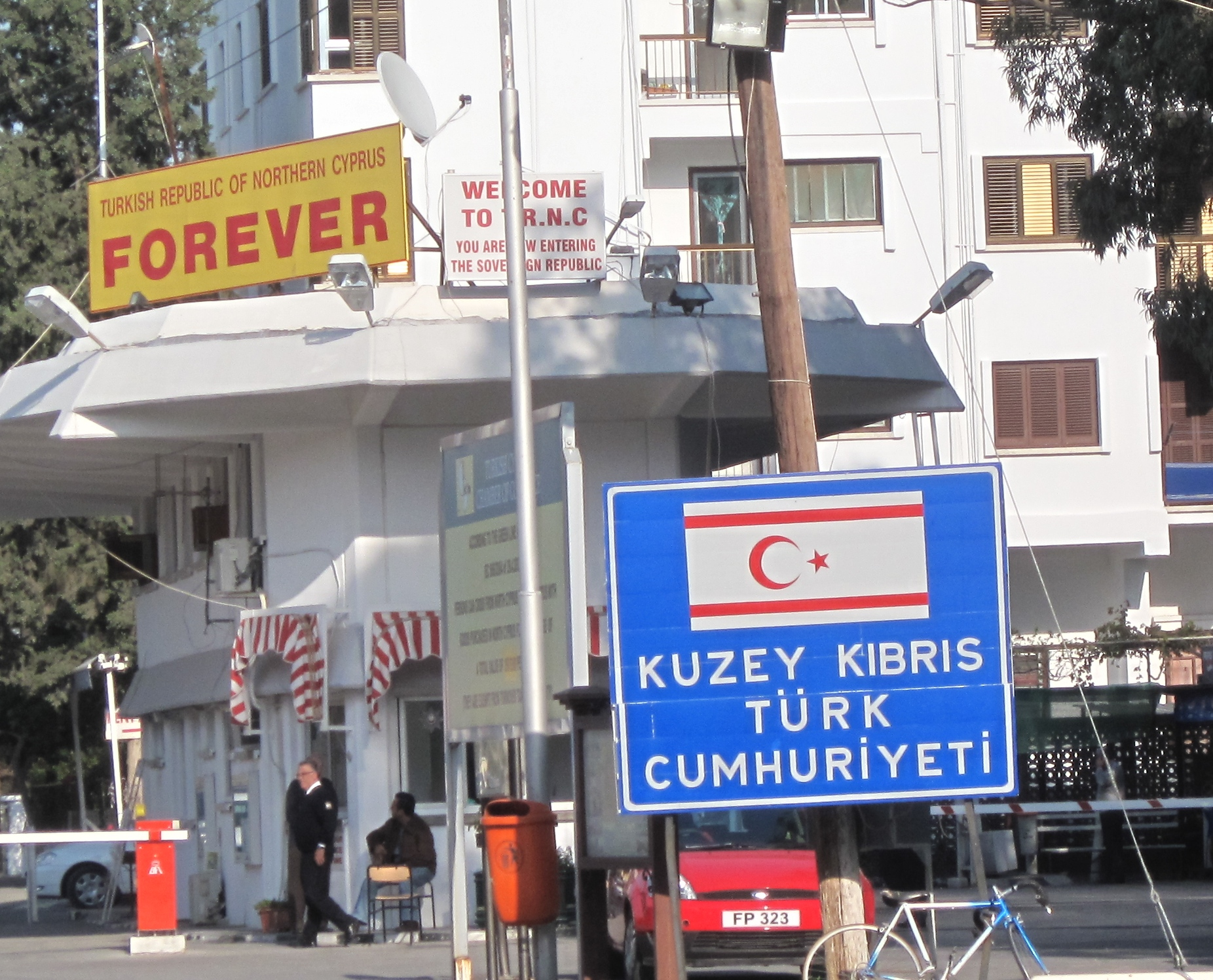
L'incrocio di Ledra Palace, con un segnale visibile sulle restrizioni commerciali. Il commercio attraverso la Linea Verde è tecnicamente possibile, ma ritenuto poco pratico.

Dopo la devastazione economica dell'invasione turca di Cipro nel 1974, la parte meridionale dell'isola ricevette ingenti sussidi dalla comunità internazionale per sviluppare la propria economia. Cipro del Nord, nel frattempo, riceveva solo aiuti dalla Turchia e pochissimi aiuti internazionali. Ciò causò un minore sviluppo economico rispetto al sud e una dipendenza economica dalla Turchia. L'embargo economico impedisce il flusso di cassa estero poiché la domanda esterna viene soffocata e l'uso del risparmio estero attraverso prestiti e afflussi di capitale è reso impossibile. L'embargo ha limitato anche il settore turistico.
Fino al 1994, il Regno Unito, la Germania e alcuni altri paesi europei accettavano l'importazione diretta di prodotti alimentari turco-ciprioti, compresi gli agrumi. Mentre un accordo del 1972 concedeva l'accesso al mercato europeo alle merci regolamentate dalla Repubblica di Cipro, l'accordo fu interpretato come applicabile a tutta l'isola e la Camera di commercio turco-cipriota rilasciava certificati che riportavano i vecchi timbri di Cipro, piuttosto che quello di lo Stato federato turco di Cipro o della TRNC. Nel 1983, con la dichiarazione della TRNC, la Repubblica di Cipro cambiò i suoi timbri e notificò all'Unione europea e ai suoi stati membri che dovevano essere accettati solo certificati con i suoi nuovi timbri, provenienti dal territorio sotto il controllo della Repubblica. Tuttavia, il Consiglio d'Europa ribadì che entrambe le parti avrebbero dovuto beneficiare in egual modo di tale accordo e che le merci turco-cipriote continuavano ad essere importate direttamente. Il ministero dell'Agricoltura britannico rilasciò una dichiarazione secondo cui "i certificati turco-ciprioti erano validi quanto quelli greco-ciprioti".
Nel 1992, un gruppo di produttori di agrumi greco-ciprioti citò in giudizio il Ministero dell'Agricoltura del Regno Unito e il caso venne deferito alla Corte di giustizia europea. La Corte di giustizia europea si pronunciò contro l'accettazione di merci turco-cipriote e conseguentemente istituì un embargo contro Cipro del Nord. La decisione fu criticata in quanto la Corte di giustizia europea andò oltre il suo scopo e provocò un embargo che doveva essere imposto solo da organi politici. La decisione espose inoltre le merci turco-cipriote a un dazio aggiuntivo di almeno il 14% e i carichi furono immediatamente respinti dai paesi europei, causando gravi danni all'economia turco-cipriota.

### Dopo il piano Annan
In seguito al Piano Annan per Cipro, l'Unione Europea promise di allentare le sanzioni contro Cipro del Nord, compresa l'apertura dei porti, ma questi furono bloccati dalla Repubblica di Cipro. I turco-ciprioti possono tecnicamente esportare nel mondo attraverso la Linea Verde, ma ciò richiede l'approvazione della Repubblica di Cipro e una pesante burocrazia, che è percepita come poco pratica dagli uomini d'affari turco-ciprioti.
Negli anni 2000 e 2010, imprese e società globali si sono aperte a Cipro del Nord attraverso la Turchia, che è stata percepita come una forma di normalizzazione dai turco-ciprioti. Tuttavia, i turco ciprioti possono accedere al mercato globale solo come consumatori, ma non come produttori, e tale accesso dipende ancora dalla Turchia.

## Embargo sui trasporti

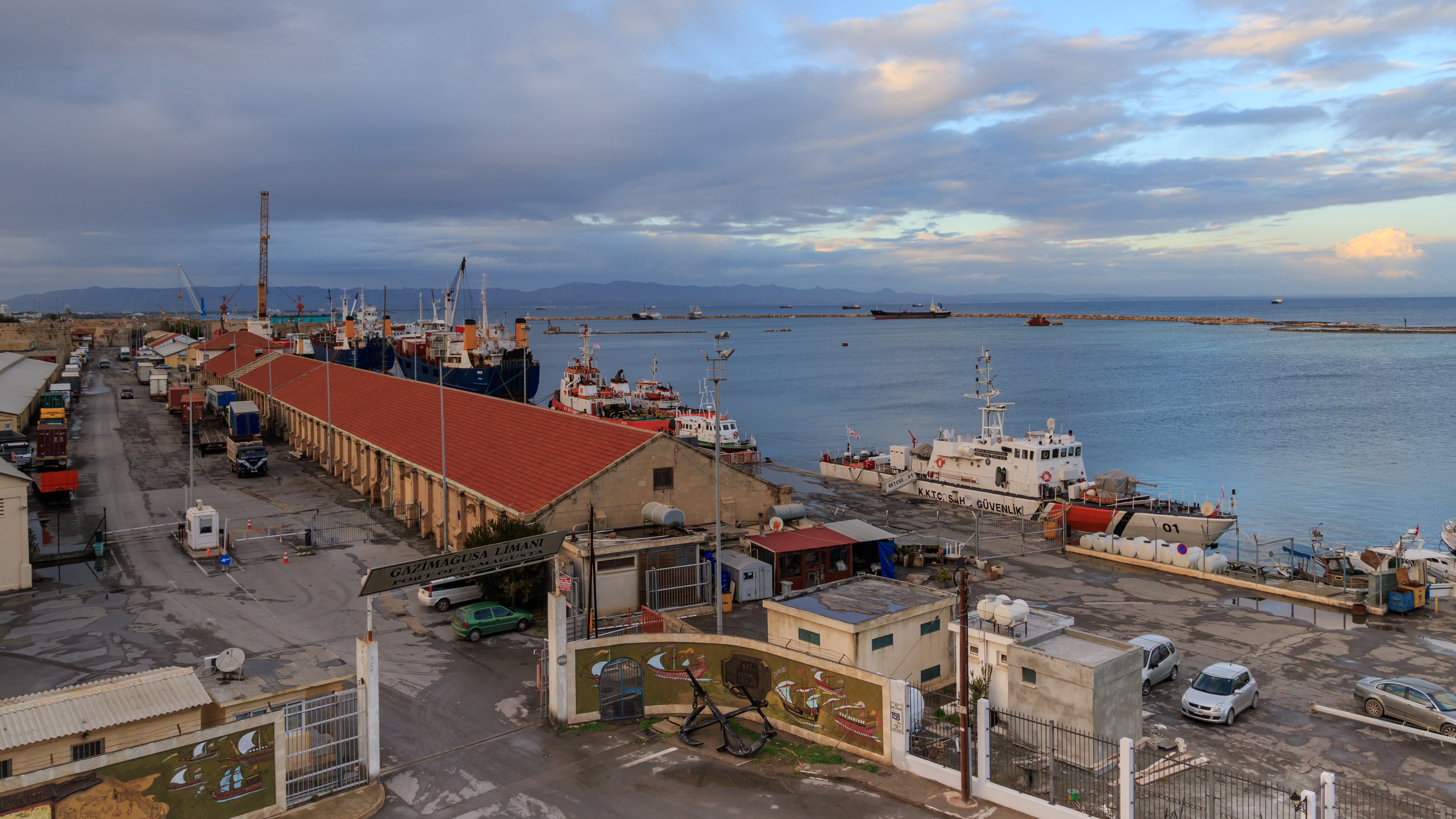
Il porto di Famagosta, dove il traffico internazionale è interessato dall'embargo.

Cipro del Nord è accessibile alle comunicazioni internazionali, ai servizi postali e ai trasporti solo attraverso la Turchia.
I voli per l'aeroporto internazionale di Ercan di Cipro del Nord sono vietati a livello internazionale. I voli diretti hanno luogo solo dalla Turchia, che è l'unico paese a riconoscere Cipro del Nord, e tutti gli aerei che volano a Cipro del Nord da altri paesi devono fare scalo in Turchia. Nel 2005, un volo charter non-stop tra l'Azerbaigian e Cipro del Nord, il primo in assoluto da un paese diverso dalla Turchia, è stato accolto come un punto di riferimento; l'Azerbaigian ha iniziato ad accettare i passaporti turco-ciprioti.
Al congresso dell'Unione postale universale a Rio de Janeiro nel 1979, la Repubblica di Cipro ottenne una dichiarazione in cui si affermava che i francobolli turco-ciprioti erano illegali e non validi.
I turco ciprioti hanno in parte superato le restrizioni ai viaggi personali ottenendo passaporti rilasciati dalla Repubblica di Cipro.

## Embargo culturale

### Sport

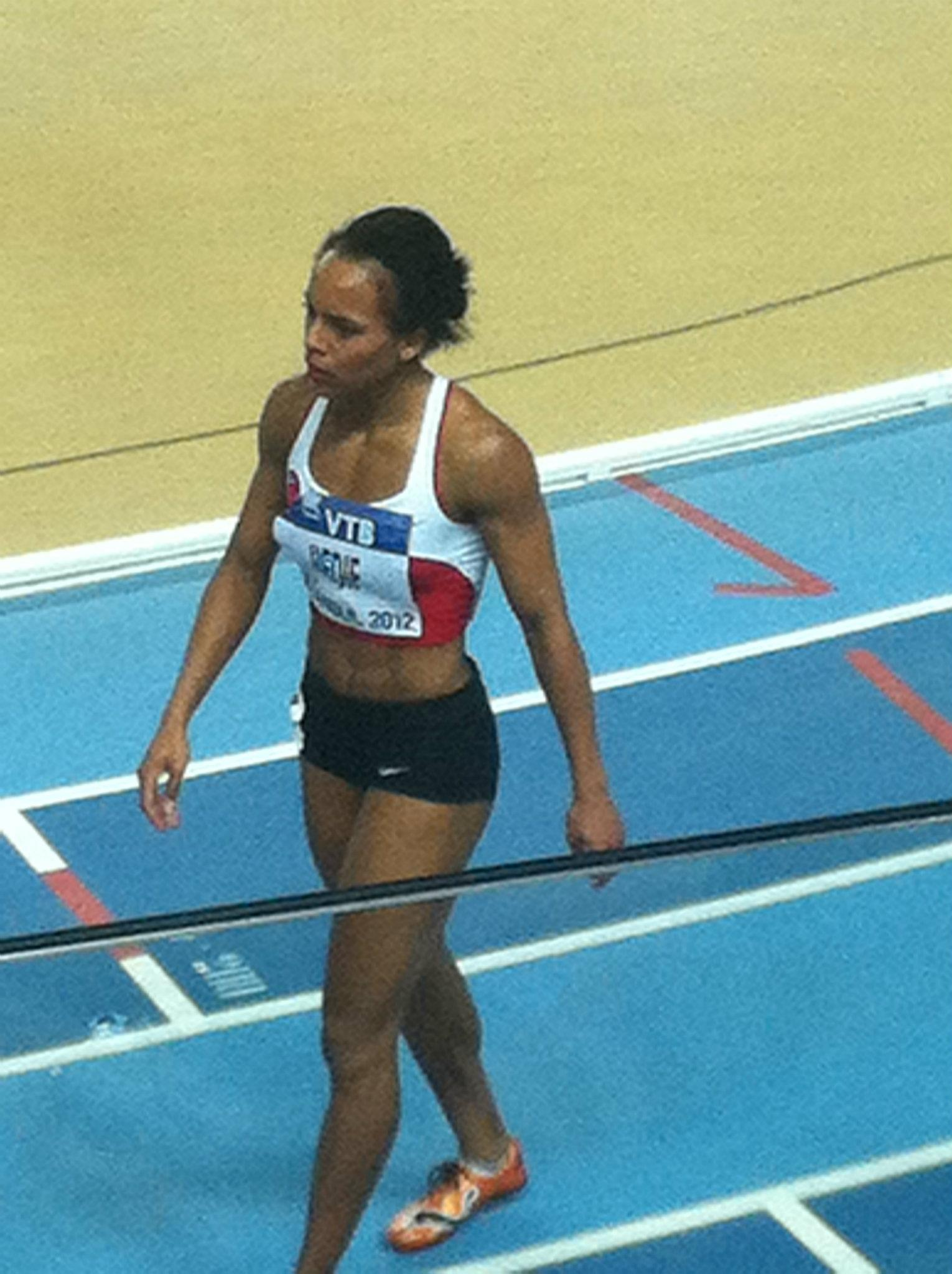
Meliz Redif, la prima atleta turco-cipriota ai Giochi Olimpici, ha dovuto ottenere la cittadinanza turca per partecipare.

I turco-ciprioti non possono partecipare a competizioni sportive internazionali. Il Comitato Olimpico Internazionale vieta ai turco-ciprioti di partecipare ai Giochi olimpici come atleti indipendenti sotto la bandiera olimpica e impone loro di competere sotto la bandiera di un paese riconosciuto. Meliz Redif, la prima turco cipriota a partecipare alle Olimpiadi, ha dovuto quindi ottenere la cittadinanza turca, mentre alcuni atleti si rifiutano di gareggiare per un altro Paese.
Le squadre turco-cipriote non possono giocare partite internazionali. Nei primi anni dopo l'invasione turca nel 1974, le squadre di calcio turco-cipriote potevano giocare partite internazionali contro squadre di paesi come Turchia, Arabia Saudita, Malesia, Libia. Ciò era dovuto alla tolleranza mostrata dalla FIFA su iniziativa del suo segretario, Helmut Kaiser. Tuttavia, dopo la dichiarazione di indipendenza nel 1983, le squadre turco-cipriote e la nazionale hanno perso la possibilità di giocare partite internazionali. La nazionale di Cipro del Nord voleva giocare una partita con la nazionale turca nel 1984, ma questa fu respinta dalla FIFA e la Federcalcio turca venne informata che sarebbe stata sanzionata dalla FIFA e dalla UEFA se avesse giocato con la squadra turco-cipriota. Nel giugno 1987, il Comitato esecutivo della FIFA vietò espressamente tutti i contatti tra i membri della FIFA e Cipro del Nord.
Una squadra turca, il Fenerbahçe SK, aveva un campo a Cipro del Nord nel 1990 e aveva in programma di giocare con una squadra locale, ma la partita non fu consentita dalla FIFA, che rifiutò di accettare la Federcalcio turca di Cipro come membro. Nella Elf Cup che si svolse a Cipro del Nord nel 2006, la FIFA fece pressioni con successo sulla squadra nazionale afgana per non giocare nel torneo, e i membri della FIFA di Kirghizistan e Tagikistan inviarono invece le loro squadre di calcio a 5. Un'offerta turco-cipriota per unirsi alla FIFA fu nuovamente respinta nel 2004, dopo i referendum del Piano Annan. Nel 2007, una partita di calcio amichevole tra Çetinkaya Türk SK e Luton Town FC fu annullata dopo la pressione greco-cipriota. Nel 2014, la Federcalcio turca di Cipro chiese di aderire alla Federcalcio cipriota, ma le trattative arrivarono a un punto morto.
L'isolamento sportivo riscontrato da Cipro del Nord non è condiviso con tutti gli altri stati non riconosciuti. Ad esempio la Transnistria ha una squadra che partecipa a competizioni internazionali. Cipro del Nord ha partecipato al NF-Board per alleviare l'effetto dell'isolamento internazionale nel calcio.

### Musica
La Repubblica di Cipro ritiene illegali gli affari condotti nel nord, il che ha ostacolato i concerti di gruppi o i cantanti internazionali. Nel 2010, un concerto di Jennifer Lopez, in programma a Cipro del Nord, è stato cancellato dopo un'ampia campagna elettorale da parte di gruppi greco-ciprioti. Rihanna ha anche cancellato un concerto dopo una campagna simile. Nel 2012, Julio Iglesias ha annullato un concerto e poi ha citato in giudizio l'hotel e le autorità turco-cipriote, sostenendo di essere stato ingannato sulla legittimità del concerto. Tuttavia, continuano a svolgersi concerti internazionali.
Cipro del Nord non può partecipare o richiedere di partecipare all'Eurovision Song Contest.